# ヘイリー・ミルズ
ヘイリー・ミルズ（Hayley Mills, 1946年4月18日 - ）は、イングランドのロンドン出身の女優、歌手。
名優サー・ジョン・ミルズの娘で、ディズニー映画の子役スターとして知られるが、成人後も舞台やテレビを中心に活動を続けている。女優ジュリエット・ミルズは実姉。またイギリスのロックバンド「クーラ・シェイカー」のボーカルであるクリスピアン・ミルズは息子。

## 略歴

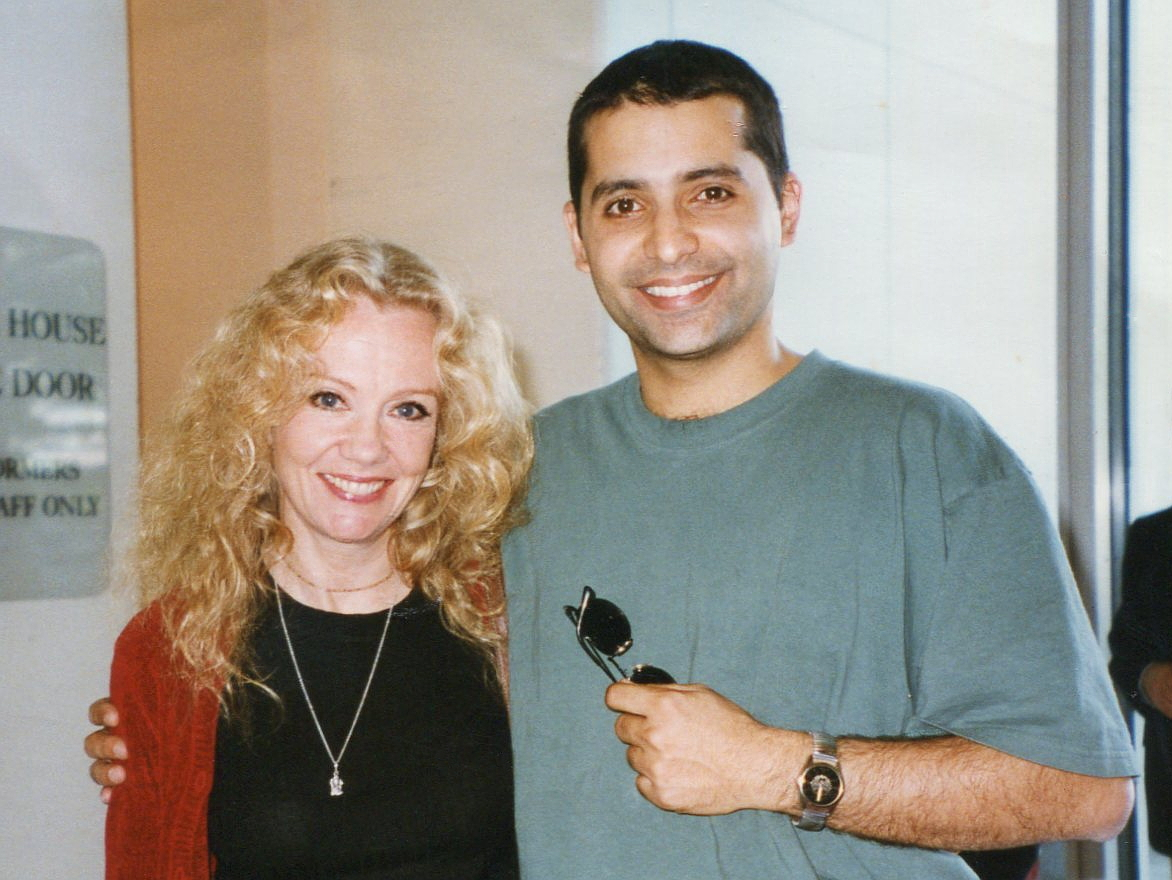
ケネディ・センターにてパートナーのフィルドウス・バムジ（右）と（1997年撮影）

1946年に俳優ジョン・ミルズと女優で作家のメアリー・ヘイリー・ベルの間の次女として生まれる。
1959年の映画『追いつめられて…』で英国アカデミー賞有望映画新人賞受賞。また、1960年の主演映画『ポリアンナ』で第33回アカデミー賞子役賞と第18回ゴールデングローブ賞有望女性新人賞受賞。子役時代は多くのディズニー映画に出演。

## 私生活
1966年の映画『ふたりだけの窓』の撮影で知り合った映画監督ロイ・ボールティングと1971年に結婚するが、2人が出会った当時、ミルズは20歳、ボールディングは53歳で既婚だったため、この不倫スキャンダルにより、ミルズの人気は急落した。1973年には息子クリスピアンが生まれるが1977年に離婚する。
その後、作家で俳優のリー・ローソンとの間に息子ジェイソンをもうけ、のちにジェイソンは舞台演出家となる。
1997年からインド系アメリカ人の俳優フィルドウス・バムジと交際し、2019年3月時点でロンドン南西部の家で同居しているが、結婚する予定はないと2019年3月のインタビューで答えている。

## 主な出演作
| 公開年 | 邦題 原題                                                            | 役名                                          | 備考                         |
| ------ | -------------------------------------------------------------------- | --------------------------------------------- | ---------------------------- |
| 1959   | 追いつめられて… Tiger Bay                                            |                                               | 英国アカデミー賞 新人賞 受賞 |
| 1960   | ポリアンナ Pollyanna                                                 | ポリアンナ                                    | アカデミー賞 子役賞 受賞     |
| 1961   | 罠にかかったパパとママ The Parent Trap                               | スーザン･エヴァース シャロン･マッケンドリック | TV映画続編三部作にも主演     |
| 1961   | 汚れなき瞳 Whistle Down the Wind                                     | キャシー                                      |                              |
| 1962   | 難破船 In Search of the Castaways                                    | メアリー                                      |                              |
| 1963   | 夏の魔術 Summer Magic                                                | ナンシー                                      |                              |
| 1963   | ドーヴァーの青い花 The Chalk Garden                                  | ローレル                                      |                              |
| 1964   | クレタの風車 The Moon-Spinners                                       | ニッキー・フェリス                            |                              |
| 1965   | 渚の青春 The Truth About Spring                                      | スプリング                                    |                              |
| 1965   | シャム猫FBI/ニャンタッチャブル That Darn Cat!                        | パティ                                        |                              |
| 1966   | 青春がいっぱい The Trouble with Angels                               | メアリー・クランシー                          |                              |
| 1966   | アンデルセン物語 The Daydreamer                                      | リトル・マーメイド                            | 声の出演                     |
| 1966   | ふたりだけの窓 The Family Way                                        | ジェニー                                      |                              |
| 1968   | 密室の恐怖実験 Twisted Nerve                                         | スーザン                                      |                              |
| 1971   | 二人だけの白い雪 Mr. Forbush and the Penguins                        | タラ                                          |                              |
| 1972   | エンドレスナイト Endless Night                                       | エリー                                        |                              |
| 1975   | ダイヤモンド・ハンターズ The Kingfisher Caper                        | トレイシー                                    |                              |
| 1986   | ジェシカおばさんの事件簿 Murder, She Wrote: Unfinished Business      | シンシア・テイト                              | テレビシリーズ               |
| 1986   | 世にも不思議なアメージング・ストーリー Amazing Stories: The Greibble | ジョーン・シモンズ                            | テレビシリーズ               |
| 1988   | 死海殺人事件 Appointment with Death                                  | ミス・クイントン                              |                              |
| 2004   | マイスーツ、マイライフ 2BPerfectlyHonest                             | テリ                                          |                              |